# 1908년 하계 올림픽 네덜란드 선수단
1908년 하계 올림픽 네덜란드 선수단은 영국 런던에서 개최된 1908년 하계 올림픽에 참가한 올림픽 네덜란드 선수단이다. 11개 종목과 45개 세부 종목에서 선수 113명이 참가하였다.

## 선수 집계
| 종목   | 남자 | 여자 | 합계 |
| ------ | ---- | ---- | ---- |
| 레슬링 | 9    |      | 9    |
| 사격   | 17   |      | 17   |
| 합계   | 113  | 0    | 113  |

## 메달 집계

### 종목별 메달 집계
| 종목 |   |   |   | 합계 |
| 합계 | 0 | 0 | 2 | 2    |

### 메달리스트
| 메달 | 선수 | 종목 | 세부 종목 | 날짜 |
| ---- | ---- | ---- | --------- | ---- |

## 레슬링
| 선수                 | 세부 종목                 | 32강전 (상대 /결과) | 16강전 (상대 /결과) | 8강전 (상대 /결과) | 준결승 (상대 /결과) | 3-4위전 (상대 /결과) | 결승 (상대 /결과) | 순위      |           |           |           |           |           |    |
| 다우버 베브란드스    | 그레코로만형 라이트헤비급 | 룬트체르 죄르지     | 승                  | 프리츠 라르손      | 패                  | 진출 실패            | 진출 실패         | 진출 실패 | 진출 실패 | 진출 실패 | 진출 실패 | 진출 실패 | 진출 실패 | 9  |
| 레인데르트 판 오스텐 | 그레코로만형 라이트헤비급 | 부전승              | 부전승              | 카를 옌센          | 패                  | 진출 실패            | 진출 실패         | 진출 실패 | 진출 실패 | 진출 실패 | 진출 실패 | 진출 실패 | 진출 실패 | 9  |
| 아론 렐리            | 그레코로만형 미들급       | 부전승              | 부전승              | 악셀 라르손        | 패                  | 진출 실패            | 진출 실패         | 진출 실패 | 진출 실패 | 진출 실패 | 진출 실패 | 진출 실패 | 진출 실패 | 9  |
| 야코뷔스 로렌        | 그레코로만형 미들급       | 부전승              | 부전승              | 안데르스 안데르손  | 패                  | 진출 실패            | 진출 실패         | 진출 실패 | 진출 실패 | 진출 실패 | 진출 실패 | 진출 실패 | 진출 실패 | 9  |
| 야코프 판 모퍼스     | 그레코로만형 라이트급     | 외세프 테게르       | 패                  | 진출 실패          | 진출 실패           | 진출 실패            | 진출 실패         | 진출 실패 | 진출 실패 | 진출 실패 | 진출 실패 | 진출 실패 | 진출 실패 | 17 |
| 야코프 판 베스트로프 | 그레코로만형 라이트헤비급 | 부전승              | 부전승              | 유시 키비매키      | 승                  | 후고 파이르          | 패                | 진출 실패 | 진출 실패 | 진출 실패 | 진출 실패 | 진출 실패 | 진출 실패 | 5  |
| 야프 벨머르          | 그레코로만형 미들급       | 빌헬름 그룬드만     | 승                  | 야로슬라프 티파    | 승                  | 안데르스 안데르손    | 패                | 진출 실패 | 진출 실패 | 진출 실패 | 진출 실패 | 진출 실패 | 진출 실패 | 5  |
| 울페르드 브뤼세커르  | 그레코로만형 라이트급     | 부전승              | 부전승              | 구스타프 말스트룀  | 패                  | 진출 실패            | 진출 실패         | 진출 실패 | 진출 실패 | 진출 실패 | 진출 실패 | 진출 실패 | 진출 실패 | 9  |
| 헤릿 뒤엠            | 그레코로만형 미들급       | 악셀 라르손         | 패                  | 진출 실패          | 진출 실패           | 진출 실패            | 진출 실패         | 진출 실패 | 진출 실패 | 진출 실패 | 진출 실패 | 진출 실패 | 진출 실패 | 17 |

## 사격
| 선수 | 세부 종목             | 점수 | 순위 |
| 피에테르 판 바스                                                                                            | 300m 자유 소총 3자세  | 768  | 22   |
| 피에트 텐 브루겐 카테                                                                                       | 300m 자유 소총 3자세  | 768  | 22   |
| 게라르트 판 덴 베르흐 아위케 뷔르만 안토니에 데 헤 얀 브뤼사르트 코르넬리스 판 알텐뷔르흐 흐리스티안 브로스 | 300m 자유 소총 단체전 | 4130 | 7    |

## 참고 자료
- (영어) “Netherlands at the 1908 London Summer Games”. sports-reference.com. 2009년 2월 11일에 원본 문서에서 보존된 문서. 2011년 6월 14일에 확인함.
- Cook, Theodore Andrea (1908). 《The Fourth Olympiad, Being the Official Report》. 런던: British Olympic Association.
- De Wael, Herman (2001). 《Top London 1908 Olympians》. 《Herman's Full Olympians》 (영어). 2006년 7월 12일에 원본 문서에서 보존된 문서. 2006년 6월 10일에 확인함.
- Reyes, Macario (2001). 《IV. Olympiad London 1908 Football Tournament》 (영어). Rec.Sport.Soccer Statistics Foundation. 2006년 5월 2일에 확인함.